# 真社會性

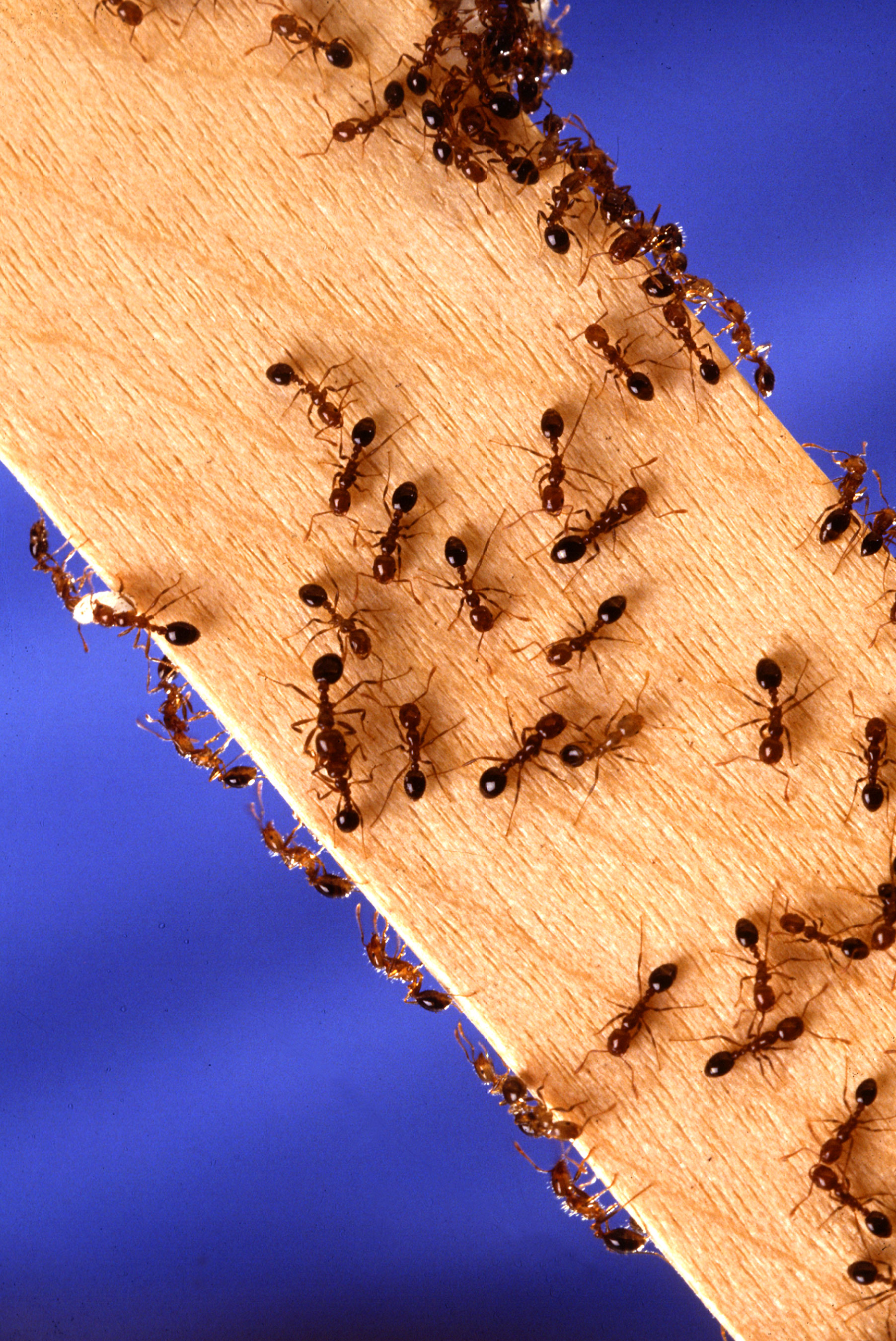
紅火蟻是一種真社會性昆蟲。

真社會性（英語：Eusociality）是最高度組織化的動物社會性。「Eusocial」一詞是1966年由蘇珊·巴特拉所提出，而愛德華·威爾森則對此用語作了進一步的定義。在一般常見定義，真社會性動物具有三項共同特徵：
- 繁殖分工：群體中可分為專行繁殖的階級，以及較少、甚至不進行繁殖的階級。
- 世代重疊：群體中的成熟個體，可分為兩個以上的世代。
- 合作照顧未成熟個體：某一個體會照顧群體中其他個體的後代。

早期只有部分無脊椎動物被歸類為真社會性動物，而目前所知符合真社會性定義的物種，則分別散佈在昆蟲中的數個目、十足目裡的槍蝦科，以及一小部分的囓齒目。

## 演化
已知的真社會性物種並非來自相同起源，即使是同在膜翅目中的各種真社會性動物，也散佈在不同的演化支中。早期觀念認為，個體之間的相互餵養行為（trophallaxis），是產生社會性群體的基礎。而目前關於真社會性群體的起源，則有許多不同的理論，可解釋不同起源的真社會性群體。
在標準模型的解釋裡，作用於真社會性群體早期演化階段的親屬選擇，會使群體中的成員趨向於擁有相近的血緣關係。而之後親屬選擇若與群體選擇結合作用，則導致原始的真社會性群體誕生。而另一種替代模型認為，群體選擇才是造成真社會性群體出現的主因，親屬選擇則屬於次要的力量，因為一個真社會性群體成員，不見得一定要有相近的血緣關係。還有一種概念稱為超有機體（superorganism），此觀點認為，對於個體來說，進行群體與群體間競爭的利益，大於進行群體內競爭的利益。
有一種稱為單雙套系統假說（haplodiploidy hypotheis）的理論，解釋部份物種真社會性群體的可能起源。這些物種的性別決定系統會產生具有單套染色體的雄性，以及有多套染色體的雌性。此種現象稱為單雙套（haplodiploidy）。這類物種中雌性成員之間的血緣關係，比雌性和自己後代之間的血緣關係更大。在親屬選擇的作用下，幫助哺育姊妹的利益，便大於哺育自己後代的利益。這類動物包含螞蟻、蜜蜂與胡蜂。

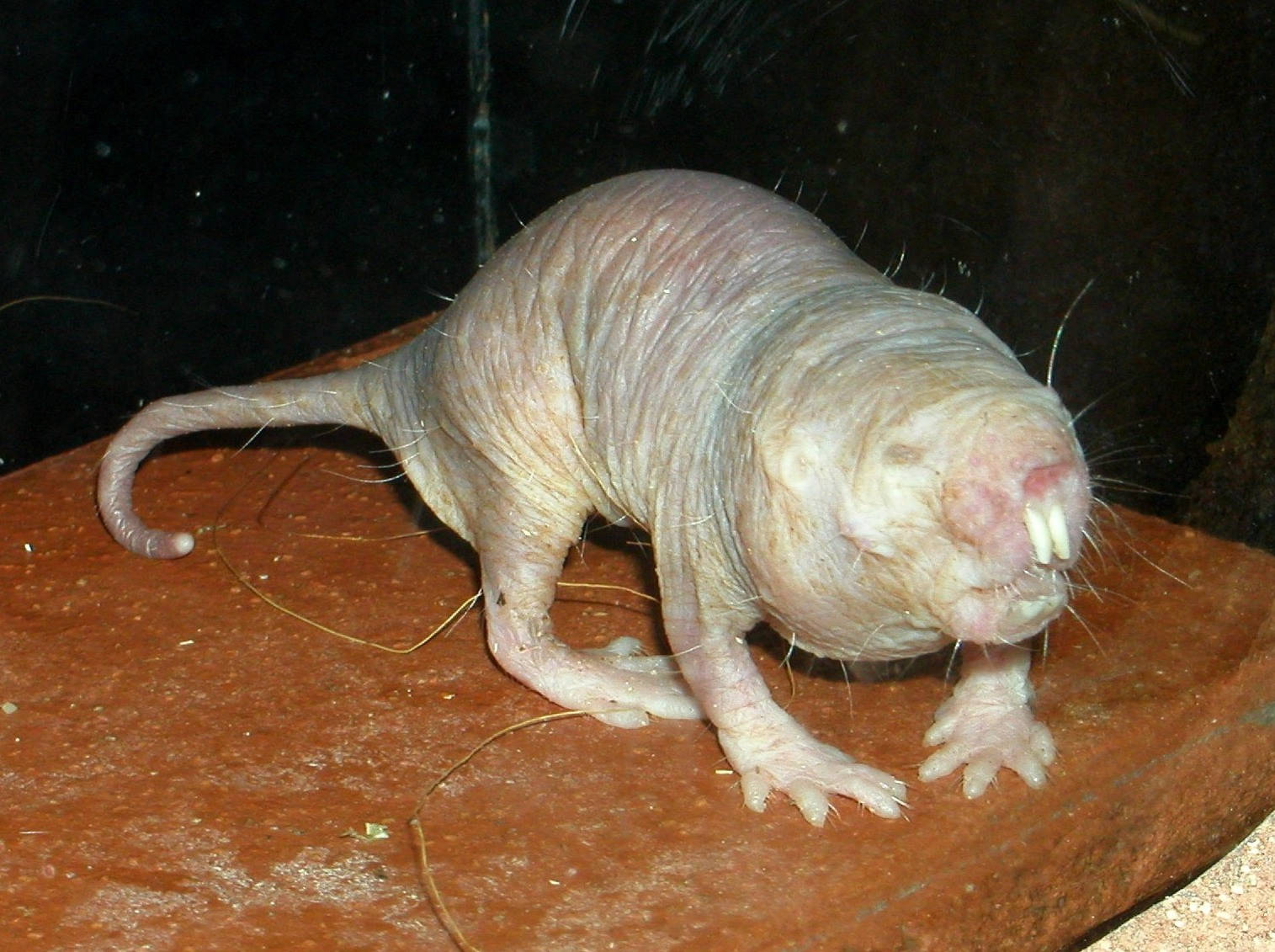
裸鼴形鼠（Heterocephalus glaber）。

## 範例
膜翅目中的螞蟻、胡蜂以及蜜蜂是典型的真社會性群體，這些昆蟲的巢穴中有一隻或多隻「女王」（如女王蜂或蟻后）進行大部分的繁殖，其他則擔任輔助性的士兵或工兵（如兵蟻或工蜂）。其中胡蜂的生活方式與另兩者有所不同：雌性胡蜂可以自由選擇是否擔任輔助性的角色，除了留在原有巢穴中幫助女王之外，在環境允許的情況下，也可能會離開群體自行建立新巢。
此外等翅目昆蟲，也就是白蟻，以及一部分的半翅目與纓翅目昆蟲也具有真社會性。而哺乳類中已知具有真社會性的動物只有濱鼠科中的裸鼴形鼠與達馬拉蘭鼴鼠。在裸鼴形鼠的社會中，有一隻專門負責所有生殖的「女王」，並且由2到3隻雄性負責與其交配。

## 外部連結
- （英文）International Union for the Study of Social Insects （页面存档备份，存于）
- （中文）社會性昆蟲[永久]